# Paddington (New South Wales)
Paddington ist ein innerstädtischer im Osten gelegener Vorort von Sydney im australischen Bundesstaat New South Wales und befindet sich drei Kilometer östlich des Sydney Central Business District. Der Vorort gehört teilweise zur City of Sydney und teilweise zur Municipality of Woollahra. Der Name wird umgangssprachlich oft zu „Paddo“ verkürzt.
Paddington liegt hauptsächlich an der Nordseite eines Hügelkammes, der entlang der Oxford Street verläuft. Westlich schließen sich Darlinghurst, östlich Centennial Park und Woollahra an, nördlich liegt Edgecliff und Kings Cross und südlich Moore Park.

## Geschichte

### Kultur der Aborigines
Der heutige Vorort Paddington befindet sich auf Teilen des Landes, das mit der Geschichte und den Ritualen der Cadigal in Verbindung steht, die zu der Eora-Sprachgruppe gehörten und auch die traditionellen Besitzer des Landes waren, in dem sich heute der Central Business District befindet. Der Hügelkamm, auf dem die heutige Oxford Street verläuft, wurde von den Ureinwohnern als Weg benutzt.
Der Großteil der Ureinwohner in Sydney wurde 1789 durch eine Pockenepidemie getötet, ein Jahr nach der Ankunft der First Fleet. Aufzeichnungen der britischen Siedler aus dieser Zeit geben an, dass nur drei Mitglieder des Cadigalstammes die Epidemie überlebten; einige Anthropologen gehen jedoch davon aus, dass der Stamm in andere Stammesgebiete im Bereich der Eorasprachgruppe gingen. Die Hinweise auf die Geschichte der Ureinwohner sind jedoch spärlich, doch weiß man, dass zu der Zeit, in der Robert Cooper sein Haus begann zu bauen, etwa 200 Koori in Woolloomooloo in Hütten lebten, die Gouverneur Lachlan Macquarie für diese errichten ließ.

### Besiedlung durch Europäer

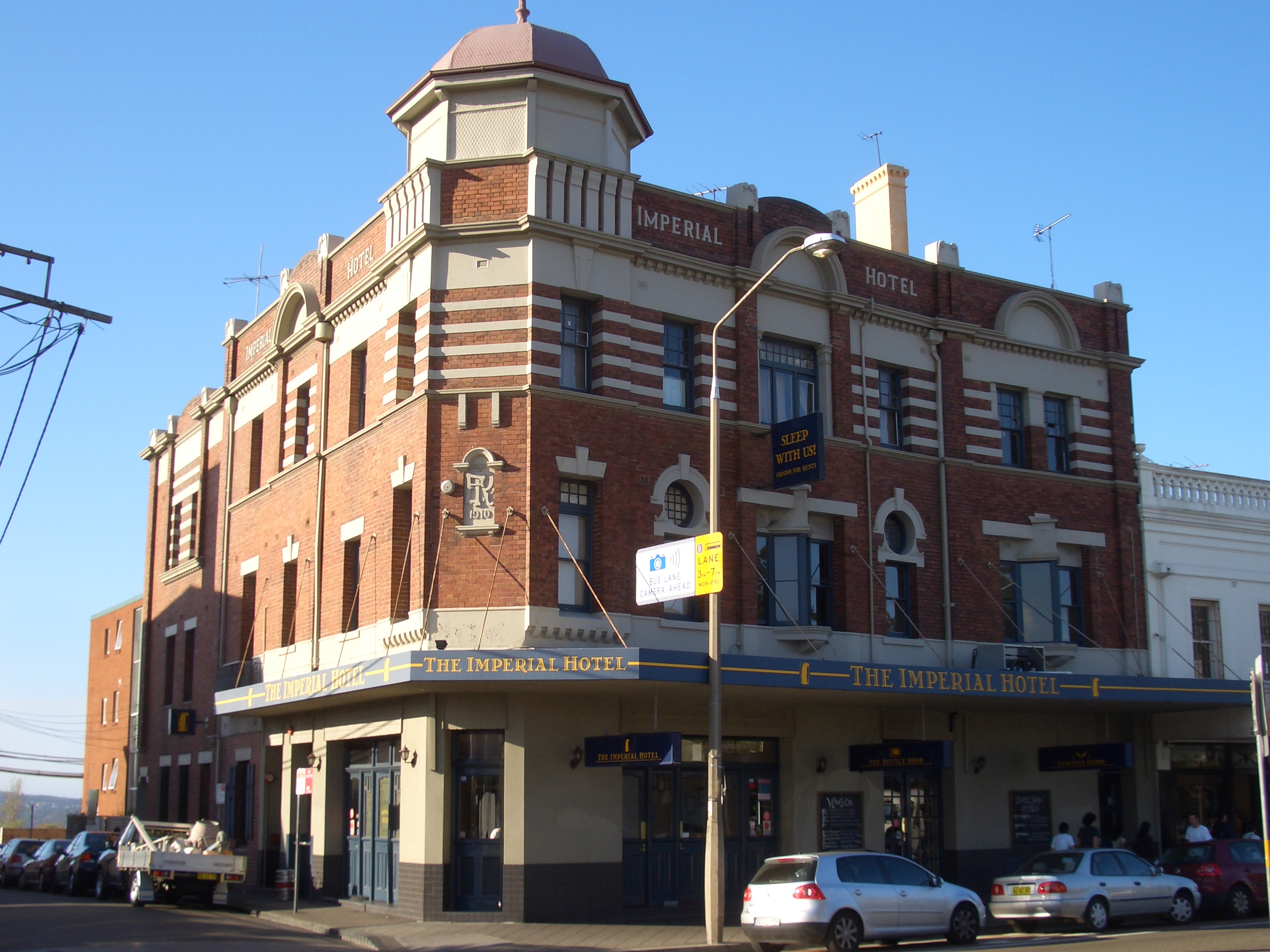
Imperial Hotel, Oxford Street

Anfang der 1820er Jahre erbaute der Ginbrenner und ehemalige Sträfling Robert Cooper ein großes Haus im georgianischen Stil am Kamm des durch das heute Paddington verlaufenden Hügels, von wo aus eine gute Aussicht bestand. Cooper benannte das Gebiet nach dem Londoner Borough Paddington und seinen Wohnsitz Juniper Hall. Die ersten Häuser entstanden in der Umgebung der Victoria Barracks. Gegen Ende des 19. Jahrhunderts wurden vorwiegend Reihenhäuser gebaut, in denen die aufkeimende Arbeiterbevölkerung und die Mittelklasse niederließen. Im Laufe der Zeit wurde jede Parzelle bebaut und der Vorort wurde überbevölkert. Die ungünstige Struktur Paddingtons setzte sich bis zur Gentrifizierung in die 1960er Jahre fort. Zu dieser Zeit entwickelte das Gebiet bohemische Aspekte, und eine Künstlergemeinschaft zog vor allem kreative und alternative Bewohner an. In der Gegenwart ist Paddington ein Beispiel der ungeplanten Stadterneuerung, wobei die gewünschte Lage und der Charme des kulturellen Erbes zu einem florierenden Immobilienmarkt beigetragen haben. Schuhmacherwerkstätten und Stoffläden sind Geschäften für Designermode und Lebensmittelspezialitäten gewichen.

## Handel und Gewerbe
Paddington ist ein lebhafter, cosmolitisch wirkender Teil der Eastern Suburbs an der Oxford Street, einer der Arterien Sydneys. Der Vorort ist einer der geschichtsträchtigsten und kulturell vielseitigsten Bezirke der Hauptstadt von New South Wales und bekannt für die zahlreichen Boutiquen und Modegeschäfte sowie Cafés und Restaurants, die sich vor allem um die Kreuzung Five Ways gruppieren.

### Kunstmarkt
Jeden Samstag wird auf dem Gelände der denkmalgeschützten Paddington Uniting Church und der angrenzenden Paddington Public School an der Oxford Street ein Kunstmarkt abgehalten. Hier werden an etwa 250 Ständen zeitgenössische australische Kunstgegenstände, Handwerk und Mode im Direktverkauf vermarktet.

### Verkehr
Paddington wird vom öffentlichen Personennahverkehr vor allem durch Busse bedient, die über die Oxford Street verkehren. Die Buslinien führen über Darlinghurst zum Circular Quay und zur Central Station und nach Bronte, Bondi oder Bondi Junction in der Gegenrichtung.

## Sehenswürdigkeiten

### Paddington Town Hall
Die Paddington Town Hall wurde Ende des 19. Jahrhunderts mit Baukosten von 15.000 Pfund Sterling erbaut. Sie wurde 1891 eingeweiht und ist ein Beispiel europäischer Architektur in Sydney. Der Uhrturm hat eine Höhe von 32 Metern und dominiert, an der Oxford Street stehend, die Silhouette Paddingtons.
Die Zifferblätter nach Osten, Süden und Westen zeigen die Uhrzeit in Römische Zahlen an, doch auf der zur Oxford Street gelegenen Nordseite wurden die Ziffern wie folgt ersetzt: 1:D, 2:U, 3:S, 4:T, 5:H, 6:E, 7:VII, 8:E, 9:D, 10:V, 11:A, 12:R. Dies erfolgte, um die Krönung von Edward VII. zu feiern und beginnend mit der Stelle, an der sich normalerweise die VIII befinden würde, liest man E.D.V.A.R.D.U.S T.H.E VII.
Die Uhr wurde am Mittwoch, dem 30. August 1905 durch Joseph Carruthers, dem Premierminister von New South Wales in Gang gesetzt, der dabei auf die Unterzeichnung des Vertrags von Portsmouth erwähnte und sagte, er denke, „der Tag an dem Friede zwischen Russland und Japan erklärt wurde, ist ein guter Tag, die Uhr in Gang zu setzen“, und „er hofft, es würde Frieden und Wohlwollen auf Erde sein, solange die Uhr weiterlaufen würde“.
In dem früheren Rathaus, in dem 1908 der heutige Rugby Club Sydney Roosters gegründet wurde, sind heute Hörfunkstudios, ein Kino und eine Bibliothek untergebracht.

### Victoria Barracks

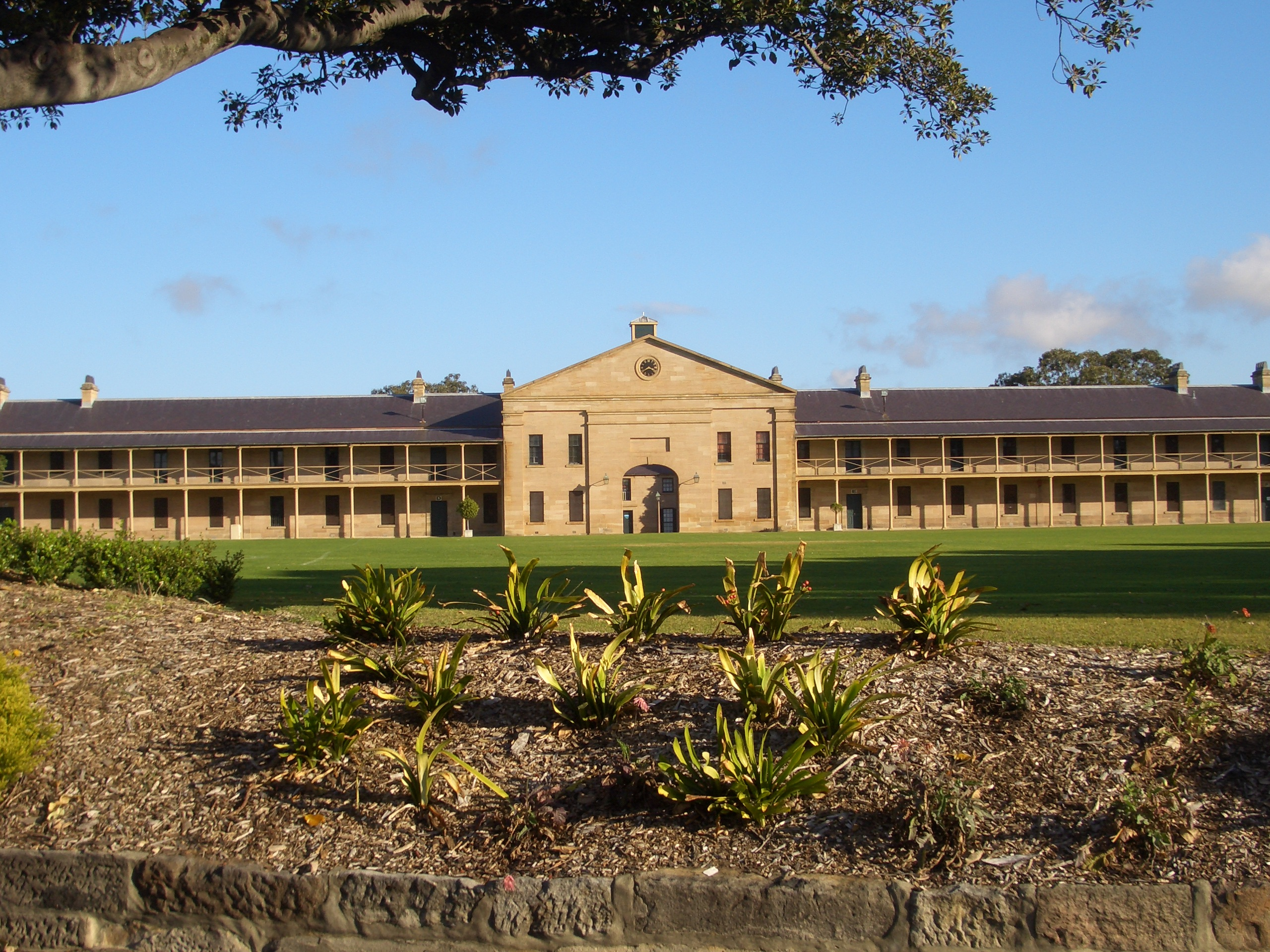
Victoria Barracks, Main Barrack Block

Die Victoria Barracks sind eine Einrichtung der Australian Army, die etwas zurückgesetzt südlich der Town Hall an der Oxford Street liegt. Sie wurde aus in Hawkesbury gebrochenen Sandsteinblöcken von Zwangsarbeitern gebaut und nach sieben Jahren 1848 eingeweiht. Auch nach der australischen Unabhängigkeit 1901 war die Kaserne einer der wichtigsten Stützpunkte für die Ausbildung von Soldaten. In der Gegenwart befindet sich hier der Headquarters Land Command and Headquarters Training Command.

### Sydney Football Stadium
Das Sydney Football Stadium befand sich an der Moore Park Road an der südlichen Grenze Paddingtons und war die Heimspielstätte der Sydney Roosters, der New South Wales Waratahs und des Sydney FC. Nach dem Abriss wird dort seit April 2020 ein neues Sydney Football Stadium gebaut und soll Mitte 2022 eröffnet werden.

### Juniper Hall

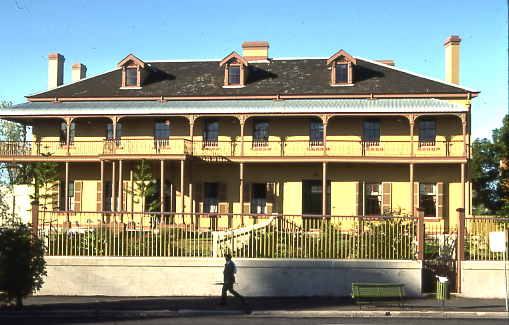
Juniper Hall

Juniper Hall wurde von Robert Cooper, einem ehemaligen Sträfling, in den 1820er Jahren gebaut und ist das älteste Haus Paddingtons. Das große dominierende Bauwerk liegt diagonal gegenüber der Paddington Town Hall. Es wurde umfassende restauriert und gehörte eine Zeitlang dem National Trust. Heute wird es allerdings privat genutzt und kann nicht besichtigt werden; es ist allerdings von der Oxford Street aus sichtbar.

### Oxford Street
Die Oxford Street war ursprünglich ein Weg der Aborigines in Richtung South Head. Später diente die Straße als Einkaufsstraße. Zunächst erfüllte die darin gelegenen Geschäfte die Bedürfnisse der Anwohner, doch inzwischen gehören die Bewohner zur Mittel- und Oberklasse, und die Straße wurde zum Ziel von Touristen, von denen viele nur nach Paddington kommen, um auf der Oxford Street einzukaufen.

### Denkmalpflege
Die folgenden Bauwerke sind im Register of the National Estate eingetragen:
- Victoria Barracks, Oxford Street
- Paddington Town Hall, Oxford Street
- Paddington Court House, Jersey Road
- Paddington Public School, Oxford Street
- Uniting Church and Parsonage, Oxford Street
- St Matthias Church Group, Oxford Street
- Former Rectory, 495 Oxford Street
- St Matthias Church Hall, Oxford Street
- Royal Hotel, Glenmore Road

## Häuser

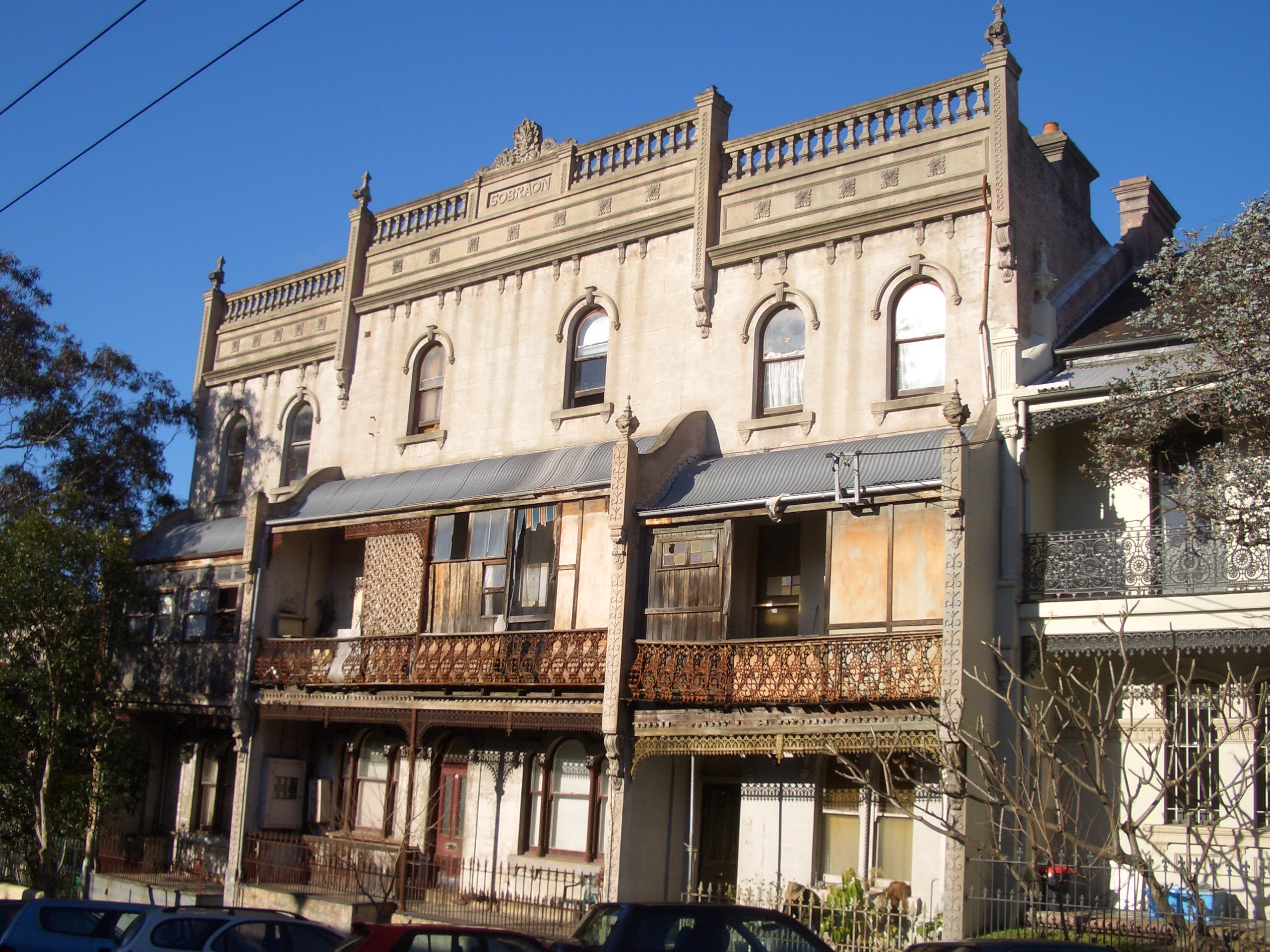
Reihenhäuser an der Ormond Street

Paddington ist bekannt für seine viktorianischen Reihenhäuser, die zum großen Teil nach dem Zweiten Weltkrieg zu Slums verkamen, doch spätere Gentrifizierung führte dazu, dass diese Häuser heute gesucht sind. Der Vorort ist charakterisiert durch ein Netz von miteinander verbundenen Straßen und Wegen, von denen einige zu schmal für Fahrzeuge des heutigen Straßenverkehrs sind. Im Kontrast dazu stehen einige viel breitere Straßen, wie etwa Paddington Street oder Windsor Street.

## Demographie
Bei der Volkszählung im Jahr 2021 wohnten in Paddington 12.701 Leute. Das Gebiet hat einen hohen Anteil von außerhalb Australiens geborenen Bewohnern, nur 65,4 % gaben an, dass sie hier zur Welt kamen. Die anderen wurden vor allem im Vereinigten Königreich und Neuseeland geboren. 70 % der Bewohner des Vorortes leben in den für den Vorort typischen viktorianischen Reihenhäusern, der Rest in Apartmentwohnungen.

## Söhne und Töchter der Stadt
- Alec Bannerman (1854–1924), Cricketspieler
- Inez Bensusan (1871–1967), Schauspielerin, Dramatikerin und Suffragette
- Walter Frederick Gale (1865–1945), Banker und Astronom
- Harold Purdy (1902–1944), britischer Autorennfahrer
- Neville Wran (1926–2014), Politiker
- Valerie Taylor (* 1935), Taucherin, Fotografin und Filmemacherin
- David Warner (* 1986), Cricketspieler
- Kendall Brodie (* 1991), Ruderin
- Stephanie Magiros (* 1991), Snowboarderin
- Declan Tiso (* 1994), Beachvolleyballspieler

## Galerie

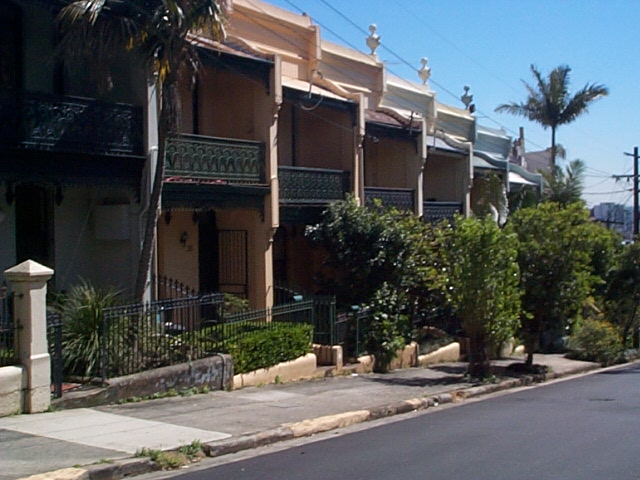
Reihenhäuser
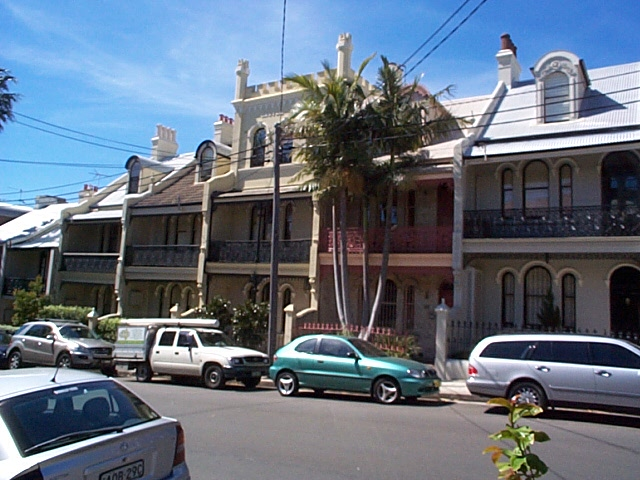
Castle Terrace
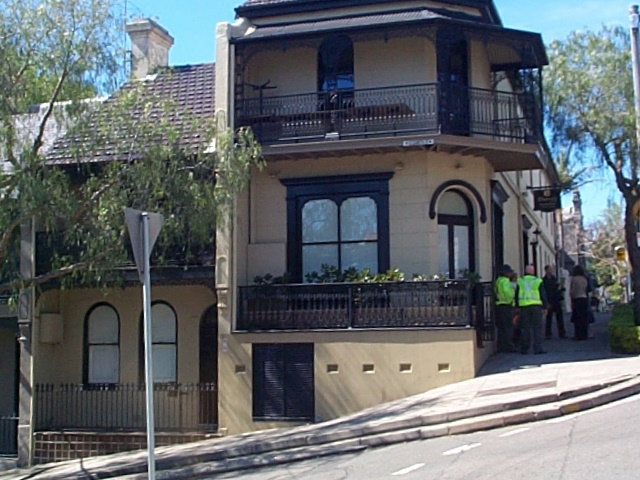
Eckrestaurant, Hargrave Street
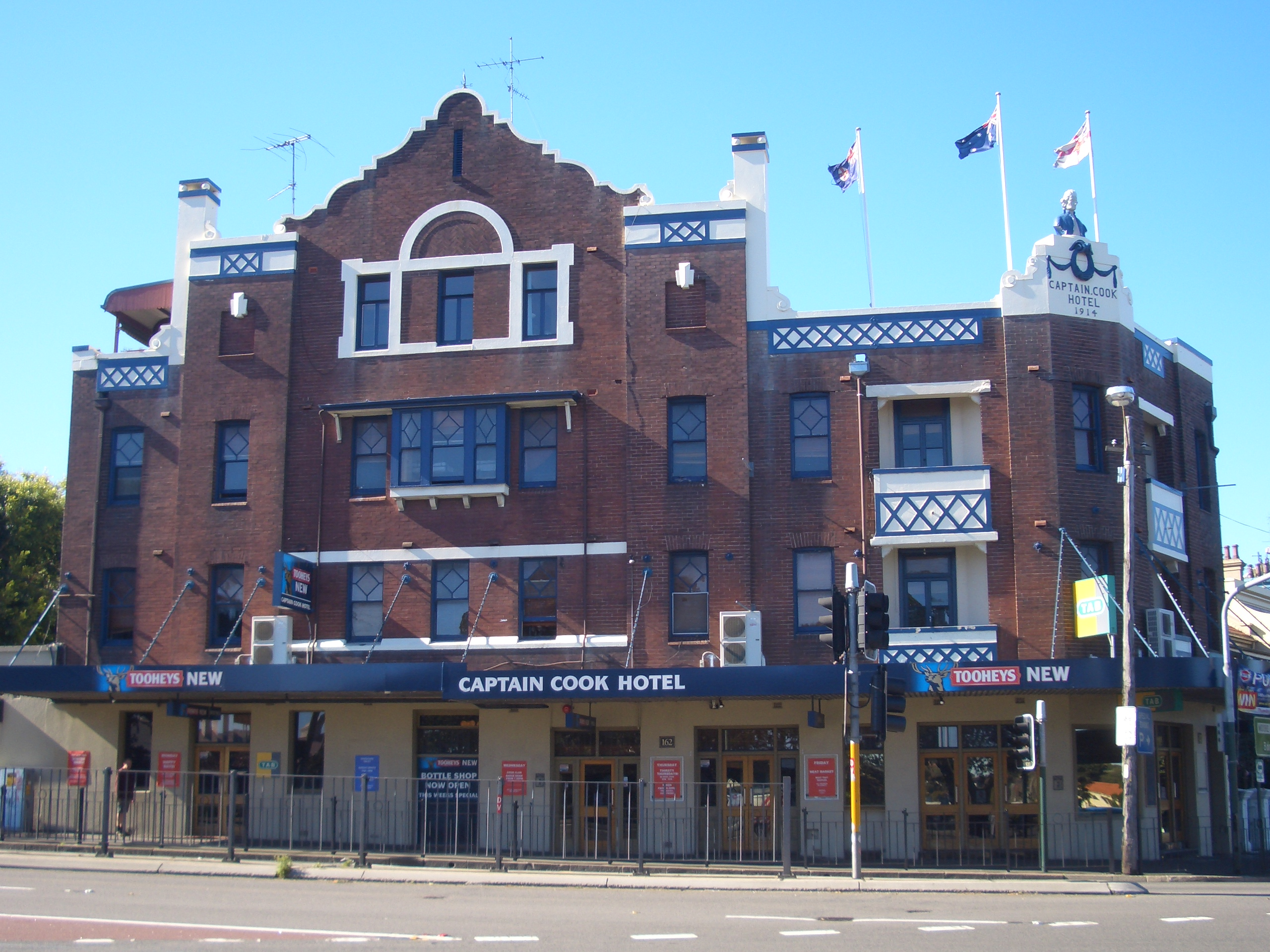
Captain Cook Hotel, Flinders Street
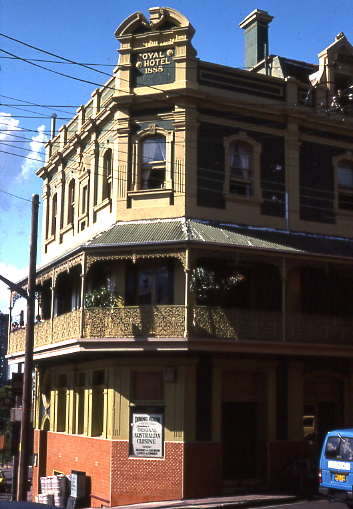
Royal Hotel, Five Ways
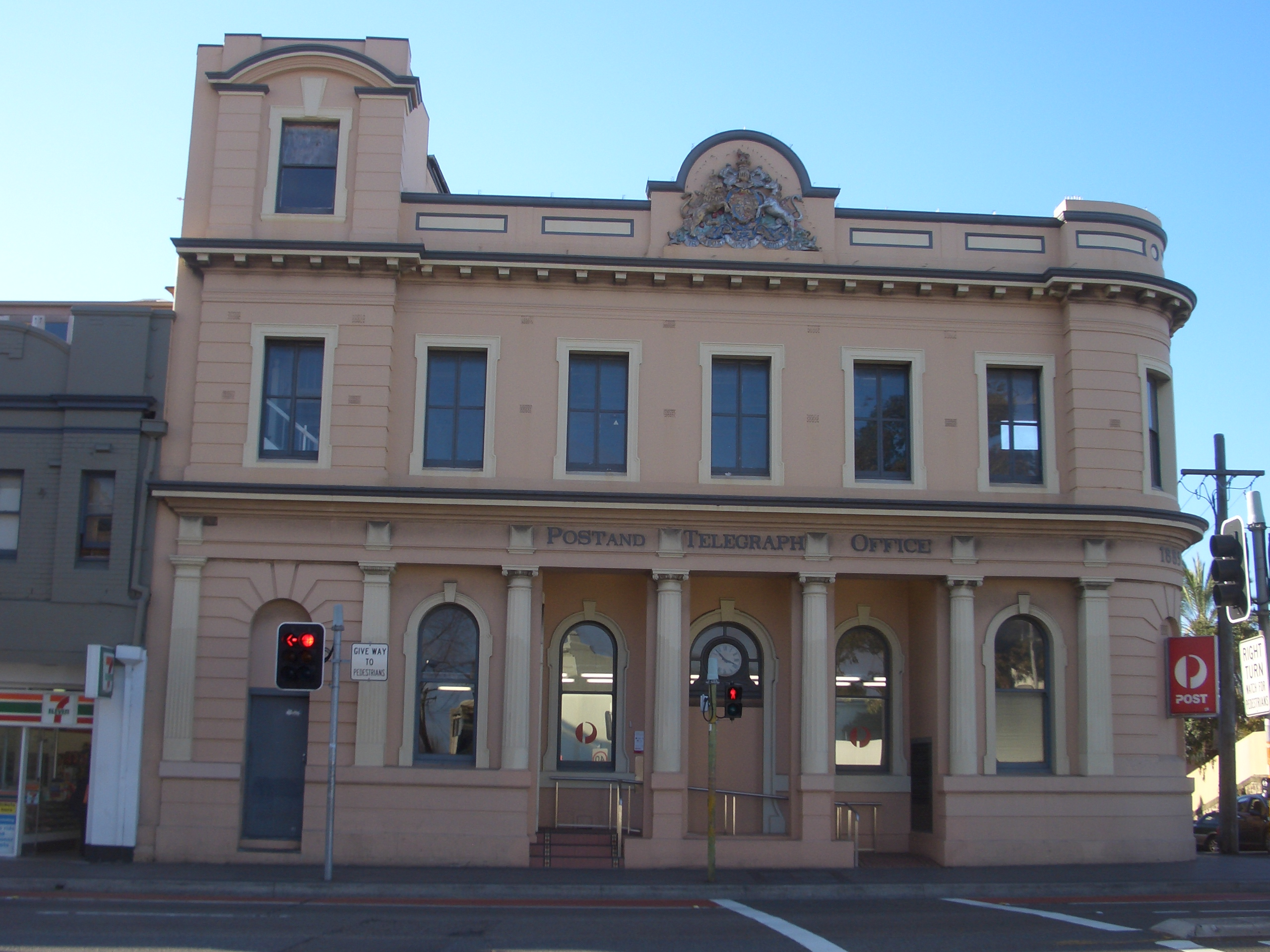
Paddington Post Office, Oxford Street
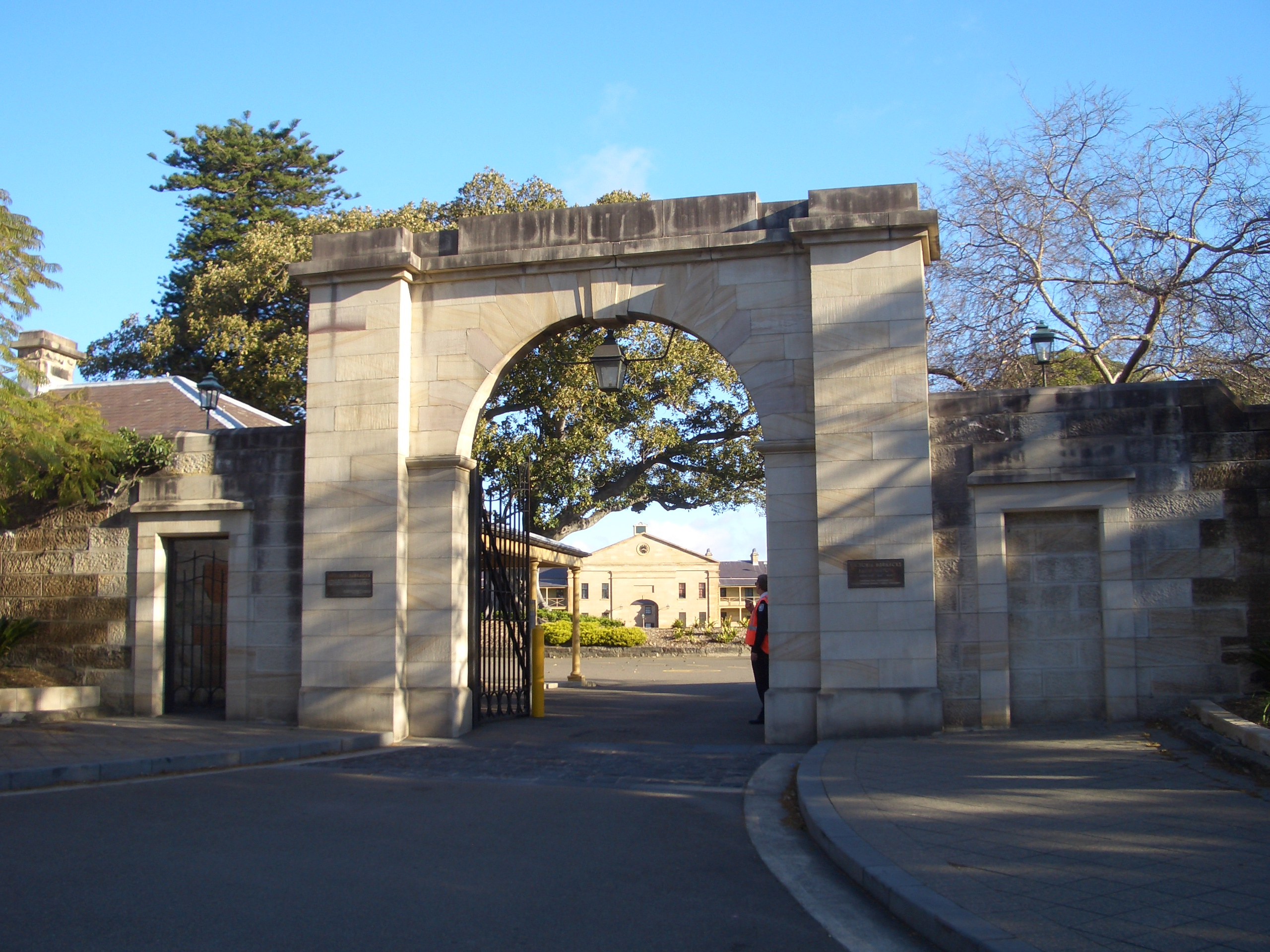
Tor der Victoria Barracks
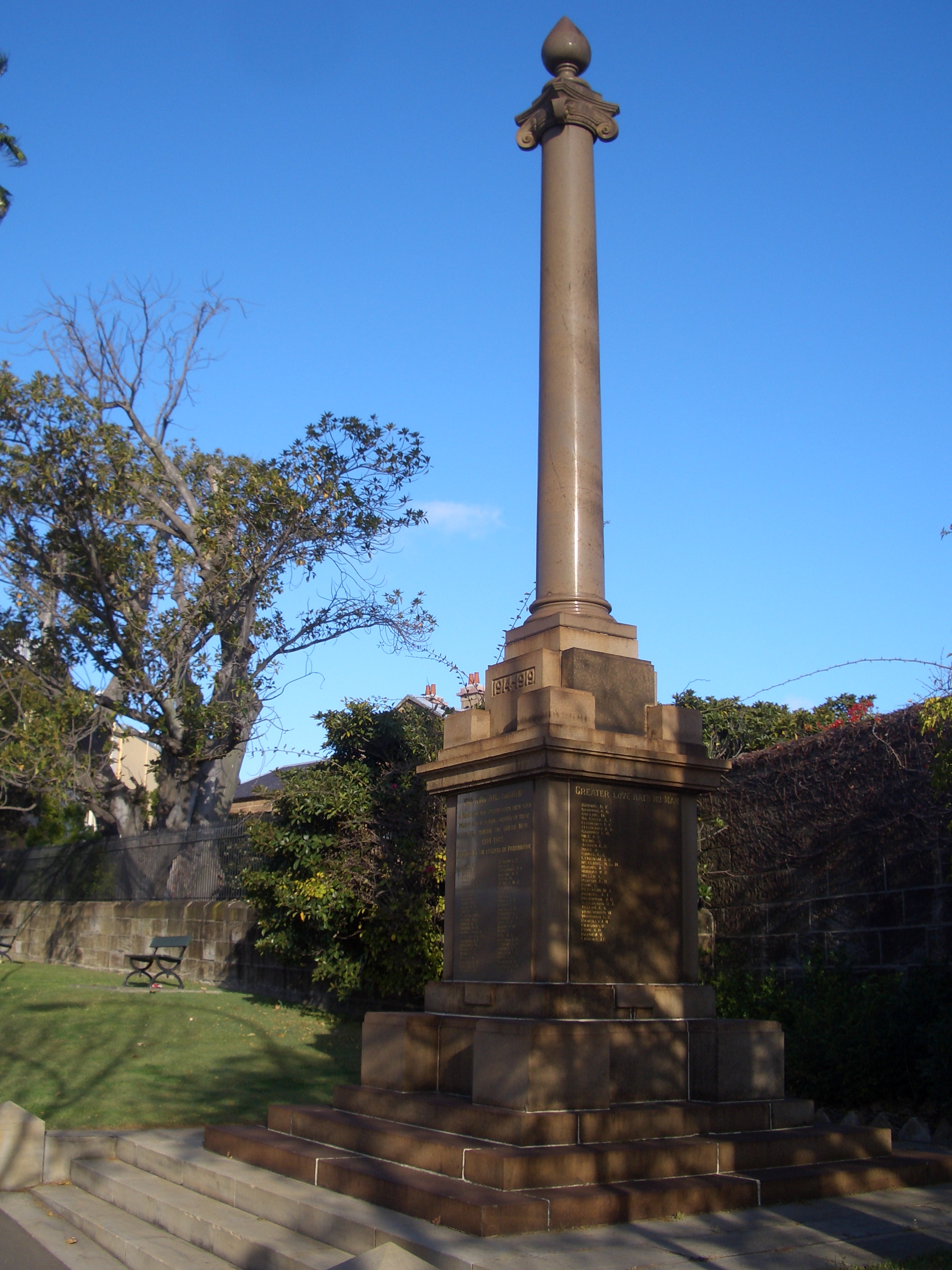
War Memorial, Oxford Street